# Lega Atlantica
La Lega Atlantica fu un torneo sovranazionale di hockey su ghiaccio, durato una sola stagione, che vedeva coinvolte squadre francesi, olandesi e danesi.

## Storia
La Lega Atlantica ha le sue radici nell'omonima divisione in cui, assieme a Lega Alpina, Lega Danubiana e Lega Adriatica, si suddivideva il Torneo Sei Nazioni, disputato nella stagione 1994-1995, e che aveva preso il posto dell'Alpenliga.
Nella stagione successiva venne ripristinata l'Alpenliga, e parallelamente venne creata la Lega Atlantica come torneo autonomo.. Le vincitrici dei due tornei si sono poi scontrate per la disputa della seconda ed ultima edizione del Torneo Sei Nazioni.

## Edizione 1995
Nell'unica edizione disputata, il Rouen Hockey Élite 76 ebbe la meglio sulle rivali. Il torneo si caratterizzò per i tre forfait dei Tilburg Trappers, che lasciarono di fatto la classifica incompleta.

### Classifica finale
| Pos. | Squadra            | Pt | G  | V | N | P | GF | GS | DR  |
| ---- | ------------------ | -- | -- | - | - | - | -- | -- | --- |
| 1.   | Dragons de Rouen   | 18 | 10 | 8 | 2 | 0 | 77 | 23 | +54 |
| 2.   | Reims              | 9  | 10 | 3 | 3 | 4 | 39 | 38 | +1  |
| 3.   | EfB Ishockey       | 8  | 8  | 3 | 2 | 3 | 40 | 45 | -5  |
| 4.   | Herning Blue Fox   | 8  | 10 | 3 | 2 | 5 | 38 | 52 | -14 |
| 5.   | Gothiques d'Amiens | 7  | 9  | 3 | 1 | 5 | 28 | 41 | -13 |
| 6.   | Tilburg Trappers   | 4  | 7  | 2 | 0 | 5 | 22 | 45 | -23 |

Legenda: 

     Vincitrice del titolo e qualificata per la finale del Torneo Sei Nazioni
Note:

Due punti a vittoria, un punto a pareggio, zero a sconfitta.